# Andrej Hauptman
Andrej Hauptman (ur. 5 maja 1975 w Domžalach) – słoweński kolarz szosowy, brązowy medalista mistrzostw świata.

## Kariera
Pierwsze sukcesy w karierze Andrej Hauptman osiągnął w 1997 roku, kiedy wygrał chorwacki wyścig Jadranska Magistrala oraz zdobył srebrny medal w wyścigu ze startu wspólnego podczas igrzysk śródziemnomorskich w Bari. W kolejnych latach wygrał też wyścig Okolo Slovenska w 1998 roku, francuski Grand Prix de Fourmies w 2000 roku oraz ponownie Jadranską Magistralę w 2001 roku. W 2001 roku wystąpił też na mistrzostwach świata w Lizbonie, gdzie był trzeci w wyścigu ze startu wspólnego. W zawodach tych wyprzedzili go jedynie Óscar Freire z Hiszpanii oraz Włoch Paolo Bettini. Był to pierwszy medal mistrzostw świata dla Słowenii, a zarazem jedyny medal wywalczony przez niego na międzynarodowej imprezie tej rangi.
Rok wcześniej wystartował w tej samej konkurencji na igrzyskach olimpijskich w Sydney, zajmując 25. miejsce. Na rozgrywanych w 2004 roku igrzyskach w Atenach w wyścigu ze startu wspólnego był piąty. Dwukrotnie startował w Giro d'Italia, lepszy wynik osiągając w 2001 roku, kiedy zajął 56. miejsce w klasyfikacji generalnej. Dwukrotnie też startował w Tour de France, ale nigdy go nie ukończył. W 2005 roku zakończył karierę.